# سام غراي
سام غراي (بالإنجليزية: Sam Gray)‏ هو لاعب كرة قاعدة أمريكي، ولد في 15 أكتوبر 1897 في ألستاين في الولايات المتحدة، وتوفي في 16 أبريل 1953 في ماككيني في الولايات المتحدة.

## وصلات خارجية
- سام غراي على موقعبيزبول رفرنس.كوم (الدوري الرئيسي) (الإنجليزية)
- سام غراي على موقعبيزبول رفرنس.كوم (الدوري الثانوي) (الإنجليزية)